# Kirchenkreis Burgdorf
Der Kirchenkreis Burgdorf ist einer der neun Kirchenkreise im Sprengel Hannover der Hannoverschen Landeskirche. Sein Sitz ist Burgdorf. Die Anzahl der Gemeindeglieder sinkt. Hatte der Kirchenkreis im Jahr 2017 noch 51.000 Gemeindeglieder, so waren es 2024 weniger als 42.000.

## Geografie
Der Kirchenkreis umfasst das Gebiet der Städte und Gemeinden Burgdorf, Uetze ohne Dedenhausen und Eltze, Lehrte und Sehnde (ohne Bolzum, Müllingen, Wassel, Wehmingen und Wirringen). Das Gebiet entspricht weitgehend der östlichen Hälfte des früheren Landkreises Burgdorf und liegt im Osten der Region Hannover. 

## Leitung und Verwaltung
Kirchenkreisvorstand und Superintendent werden von der Synode, dem „Kirchenkreistag“, gewählt, der auch den Haushaltsplan aufstellt sowie Grundsätze der Arbeit festlegt. Seit 2016 amtiert Sabine Preuschoff als Superintendentin. Die Verwaltung erfolgt durch das Kirchenkreisamt. Seit 2001 wird mit dem Kirchenkreis Burgwedel-Langenhagen ein gemeinsames Kirchenkreisamt in Burgwedel unterhalten.

## Geschichte
Der Kirchenkreis (bis ins 20. Jahrhundert als Inspektion Burgdorf bezeichnet) besteht schon seit dem 17. Jahrhundert. Die Superintendentenstelle ist seit spätestens 1656 mit der ersten Pfarrstelle an der Pankratiuskirche in Burgdorf verbunden. Zu den bekanntesten Superintendenten gehört Philipp Spitta, der 1859 nach Burgdorf kam, aber noch im selben Jahr starb. Von 1999 bis 2002 war Oda-Gebbine Holze-Stäblein Superintendentin, von 2002 bis 2007 Detlef Klahr. Beide wurden nach ihrer Tätigkeit in Burgdorf Landessuperintendentin bzw. Landessuperintendent im Sprengel Ostfriesland-Ems. 1724 wurde von der Inspektion Burgdorf die Inspektion Sievershausen abgetrennt (deren Gemeinden aber 1965 großenteils in den Kirchenkreis Burgdorf zurückkehrten), 1869 die Inspektion Burgwedel (heute Teil des Kirchenkreises Burgwedel-Langenhagen).

## Logo
Das Logo des Kirchenkreises besteht aus drei Sicheln in verschiedenen Violetttönen, von denen die äußere mit einem Querstrich zum Kreuz wird und einen Schatten wirft.

## Gemeinden
Der Kirchenkreis umfasst 10 Kirchengemeinden mit knapp 42.000 (Stand: 2024) evangelischen Gemeindegliedern.
| Region 1 Burgdorf - Burgdorf St. Pankratius - Burgdorf St.-Paulus - Ehlershausen-Ramlingen-Otze Region 2 Uetze - An Aue und Fuhse (mit Christus-Kirche (Schwüblingsen) und St. Petri (Hänigsen)) | Region 3 Lehrte-Stadt - Gesamtkirchengemeinde Lehrte (mit Matthäuskirche und Nikolauskirche sowie St.-Petri-Kirche (Steinwedel)) Region 4 Lehrte-Land - Lehrter Land (mit St. Antonius (Immensen) und St. Martin (Sievershausen)) | Region 5 Sehnde - Ahlten - Ilten-Bilm-Höver (mit Kirche Ilten) - Sehnde-Rethmar-Haimar (mit Kreuzkirche (Sehnde), St.-Katharinen-Kirche (Rethmar) und St. Ulrich (Haimar)) |

## Einrichtungen des Kirchenkreises
- Evangelische Kreisjugenddienst
- Antikriegshaus Sievershausen
- Diakonie im Kirchenkreis. Neben der Kirchenkreissozialarbeit werden durch den Diakonieverband Hannover-Land Einrichtungen der Schuldnerberatung, der Suchtberatung, der Wohnungslosenhilfe, der Hospizarbeit und der Jugendberufshilfe vorgehalten.
- Kreiskantorat